# Ahsha Rolle
Ahsha Rolle (* 21. März 1985 in Miami Shores, Florida) ist eine ehemalige US-amerikanische Tennisspielerin.

## Karriere
Ihre größten Erfolge bei Grand-Slam-Turnieren waren das Erreichen der dritten Runde im Einzel der US Open 2007 und der Einzug in die zweite Runde der US Open 2005 im Doppel. 2008 vertrat sie die Vereinigten Staaten im Fed Cup. Ihr letztes Match auf der Profitour spielte sie im Februar 2012 bei einem ITF-Turnier in Midland.

## Turniersiege

### Einzel
| Nr. | Datum          | Turnier     | Kategorie   | Belag     | Finalgegnerin      | Ergebnis |
| --- | -------------- | ----------- | ----------- | --------- | ------------------ | -------- |
| 1.  | Januar 2005    | Clearwater  | ITF $10.000 | Hartplatz | Anda Perianu       | 6:4, 6:3 |
| 2.  | Oktober 2005   | Troy        | ITF $50.000 | Hartplatz | Marija Kondratjewa | 6:1, 7:5 |
| 3.  | September 2006 | Albuquerque | ITF $75.000 | Hartplatz | Kristina Brandi    | 6:2, 6:4 |

### Doppel
| Nr. | Datum         | Turnier    | Kategorie   | Belag     | Partnerin            | Finalgegnerinnen                   | Ergebnis          |
| --- | ------------- | ---------- | ----------- | --------- | -------------------- | ---------------------------------- | ----------------- |
| 1.  | Juli 2003     | Waco       | ITF $10.000 | Hartplatz | Alanna Broderick     | Kim Niggemeyer Cintia Tortorella   | 7:65, 6:2         |
| 2.  | März 2006     | Redding    | ITF $25.000 | Hartplatz | Wassilissa Bardina   | Elena Baltacha Jewhenija Sawranska | 5:7, 7:5, 6:4     |
| 3.  | April 2008    | Pelham     | ITF $25.000 | Sand      | Michaela Paštiková   | Lee Ye-ra Remi Tezuka              | 7:5, 6:2          |
| 4.  | Juli 2009     | Boston     | ITF $50.000 | Hartplatz | Maria Fernanda Alves | Mallory Cecil Megan Moulton-Levy   | 6:1, 4:6, [10:6]  |
| 5.  | August 2009   | Vancouver  | ITF $75.000 | Hartplatz | Riza Zalameda        | Madison Brengle Lilia Osterloh     | 6:4, 6:3          |
| 6.  | Juni 2010     | El Paso    | ITF $25.000 | Hartplatz | Angela Haynes        | Lindsay Lee-Waters Ashley Weinhold | 6:3, 7:65, [10:7] |
| 7.  | November 2010 | Grapevine  | ITF $50.000 | Hartplatz | Mashona Washington   | Julie Ditty Chanelle Scheepers     | 5:7, 6:2, [11:9]  |
| 8.  | Januar 2011   | Plantation | ITF $25.000 | Sand      | Mashona Washington   | Christina Fusano Yasmin Schnack    | 6:4, 6:2          |
| 9.  | Januar 2011   | Lutz       | ITF $25.000 | Sand      | Mashona Washington   | Gabriela Dabrowski Sharon Fichman  | 6:4, 6:4          |
| 10. | August 2011   | Bronx      | ITF $50.000 | Hartplatz | Megan Moulton-Levy   | Han Xinyun Lu Jingjing             | 6:3, 7:65         |